# Maria Teresa de Áustria-Este
Maria Teresa Beatriz Caetana de Áustria-Este (em italiano:  Maria Teresa Beatrice Gaetana d'Asburgo-Este; em alemão:  Maria Theresia Beatrix Gaëtane von Österreich-Este) (Módena, 14 de julho de 1817 - Gorizia, 25 de março de 1886), foi princesa de Módena e Régio, Hungria e Boémia e arquiduquesa da Áustria por nascimento; princesa real de França e condessa de Chambord pelo casamento.

## Biografia

### Família
Maria teresa era a filha mais velha do duque Francisco IV de Módena e de Maria Beatriz Vitória de Saboia. Seus avós paternos foram o arquiduque Fernando Carlos de Áustria-Este, governante do Ducado de Milão e fundador da Casa de Áustria-Este; e Maria Beatriz d'Este, duquesa de Massa, princesa de Carrara e senhora de Lunigiana. Seus avós maternos foram o rei Vítor Emanuel I da Sardenha e Maria Teresa de Áustria-Este, irmã de seu pai.

### Casamento

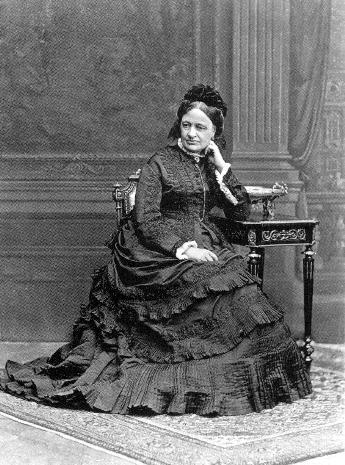
Maria Teresa na década de 1880.

Casou-se por procuração, em Módena, em 7 de novembro de 1846, com Henrique de Artois, Conde de Chambord, filho de Carlos Fernando, Duque de Berry, e de Carolina de Bourbon-Duas Sicílias, e neto do rei Carlos X de França. O conde, discutivelmente, foi rei de França e Navarra por sete dias (2 a 9 de agosto), em 1830. Tornou-se, a partir de então, pretendente legitimista ao trono francês. A cerimônia religiosa ocorreu em Bruck an der Mur, em 16 de novembro de 1846. O casal não teve filhos.
Maria Teresa Carlota de França (filha de Luís XVI e de Maria Antonieta da Áustria) foi quem escolheu a jovem princesa de Módena para desposar seu sobrinho Henrique. Tentava com isso, aliar a exilada família real de França com a Casa de Áustria-Este, por várias razões: eram católicos e pertenciam à única Casa Real que não reconheceu a Monarquia de Julho de Luís Felipe I. Porém, Henrique teria preferido casar-se com Maria Beatriz, irmã mais nova de Maria Teresa, mas não foi atendido.
Após a morte de Henrique, em 24 de agosto de 1883, Maria Teresa e alguns partidários do conde de Chambord, consideraram que João de Bourbon, conde de Montizón (pretendente carlista ao trono espanhol), como o mais velho descendente de Luís XIV de França, deveria ser seu sucessor. João era casado com Maria Beatriz, irmã de Maria Teresa.
Maria Teresa foi fundamental na construção de uma cripta para a família real francesa, na Igreja da Anunciação de Nossa Senhora de Merna-Castagnevizza, em Gorizia (atualmente Nova Gorica, Eslovénia).

### Morte
Maria Teresa morreu três anos após seu marido, em 25 de março de 1886, na cidade de Gorizia. Seu corpo foi sepultado ao lado do conde de Chambord, na cripta que ela fez construir.